# Chrysler D'Elegance

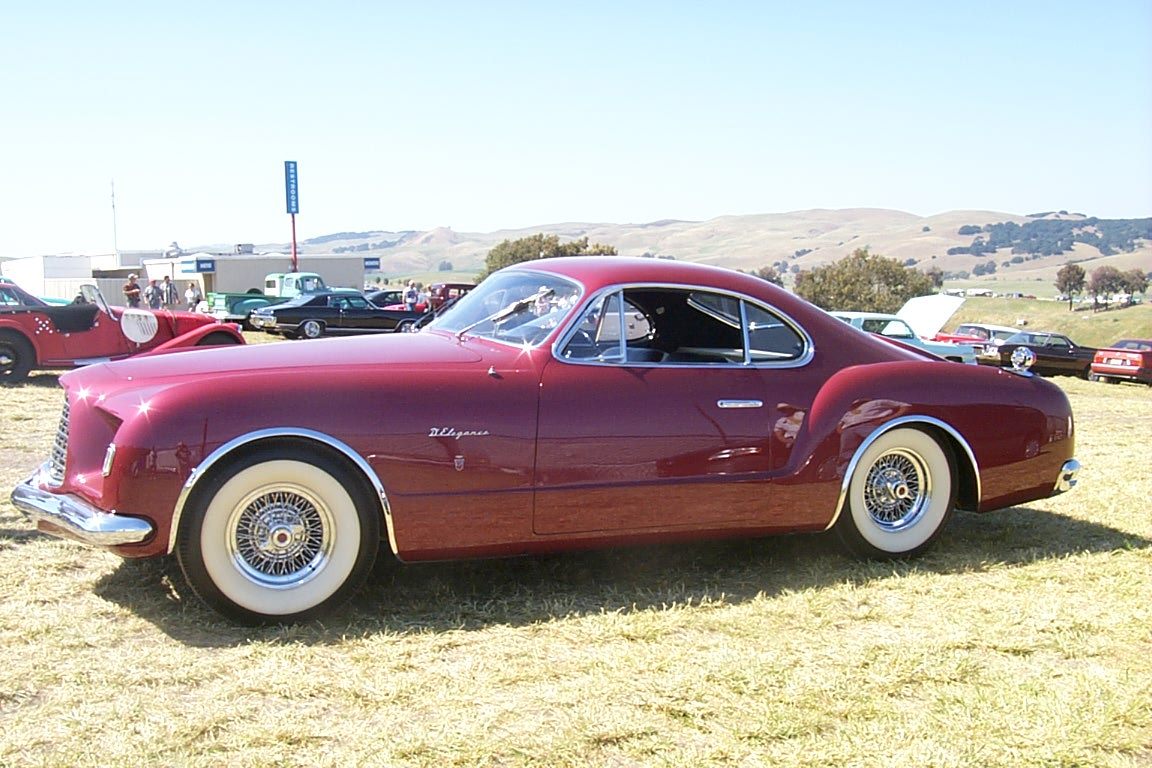
Chrysler Ghia D'Elegance

La Chrysler D'Elegance est un concept-car réalisé par Chrysler et Ghia. Présentée en 1952, la Chrysler D'Elegance est une étude de style donnée par Virgil Exner, et le quatrième concept entre Chrysler et Ghia.

## Description
La D'Elegance est un coupé sportif. Inspirée par les Facel Vega, elle adopte un style européen, aux lignes arrondies et des pneus à flanc blanc. Certains éléments rappellent cependant le style américain, comme la calandre à mailles. Ses lignes donneront naissance 3 ans plus tard au Forward Look, recherché par Virgil Exner,.
La Chrysler D’Elegance est basée sur le châssis d'une Chrysler New Yorker, avec un moteur V8 Hemi de 5,8 litres et 280 ch associé à une transmission automatique PowerFlite.
Le style de la D’Elegance a été repris sur le concept Chrysler Chronos de 1998.